# Binéfar
Binéfar est une commune d’Espagne, dans la province de Huesca, communauté autonome d'Aragon comarque de La Litera.

## Culture

### Lieux et monuments
Dans Binéfar se trouvent plusieurs monuments publics comme l'église, la mairie, la grand plaza (la grande place), la bibliothèque et les archives ainsi que le collège, la poste et les nombreux parcs.

### Sport
La ville dispose de plusieurs installations sportives, parmi lesquelles les Stade El Segalar et Stade de Los Olmos, qui accueillent la principale équipe de football de la ville du CD Binéfar.

## Jumelage
- Portet-sur-Garonne (France)